# (22564) Jeffreyxing
(22564) Jeffreyxing (1998 HP29) – planetoida z pasa głównego asteroid okrążająca Słońce w ciągu 3,32 lat w średniej odległości 2,23 j.a. Odkryta 20 kwietnia 1998 roku.